# Enallagma aspersum
Enallagma aspersum là một loài chuồn chuồn kim trong họ Coenagrionidae.
Enallagma aspersum is in 1861 voor het eerst wetenschappelijk beschreven door Hagen.

## Hình ảnh

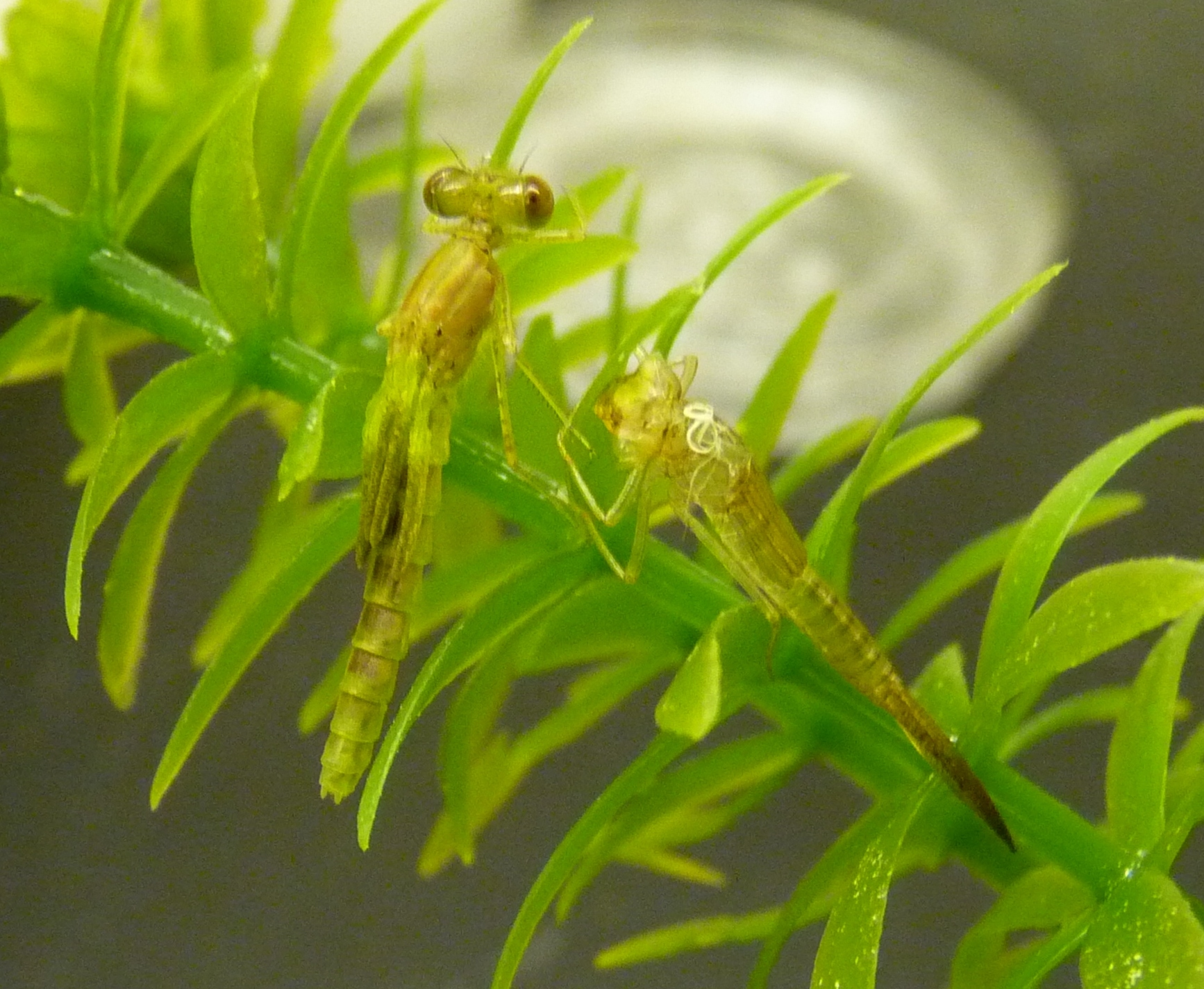
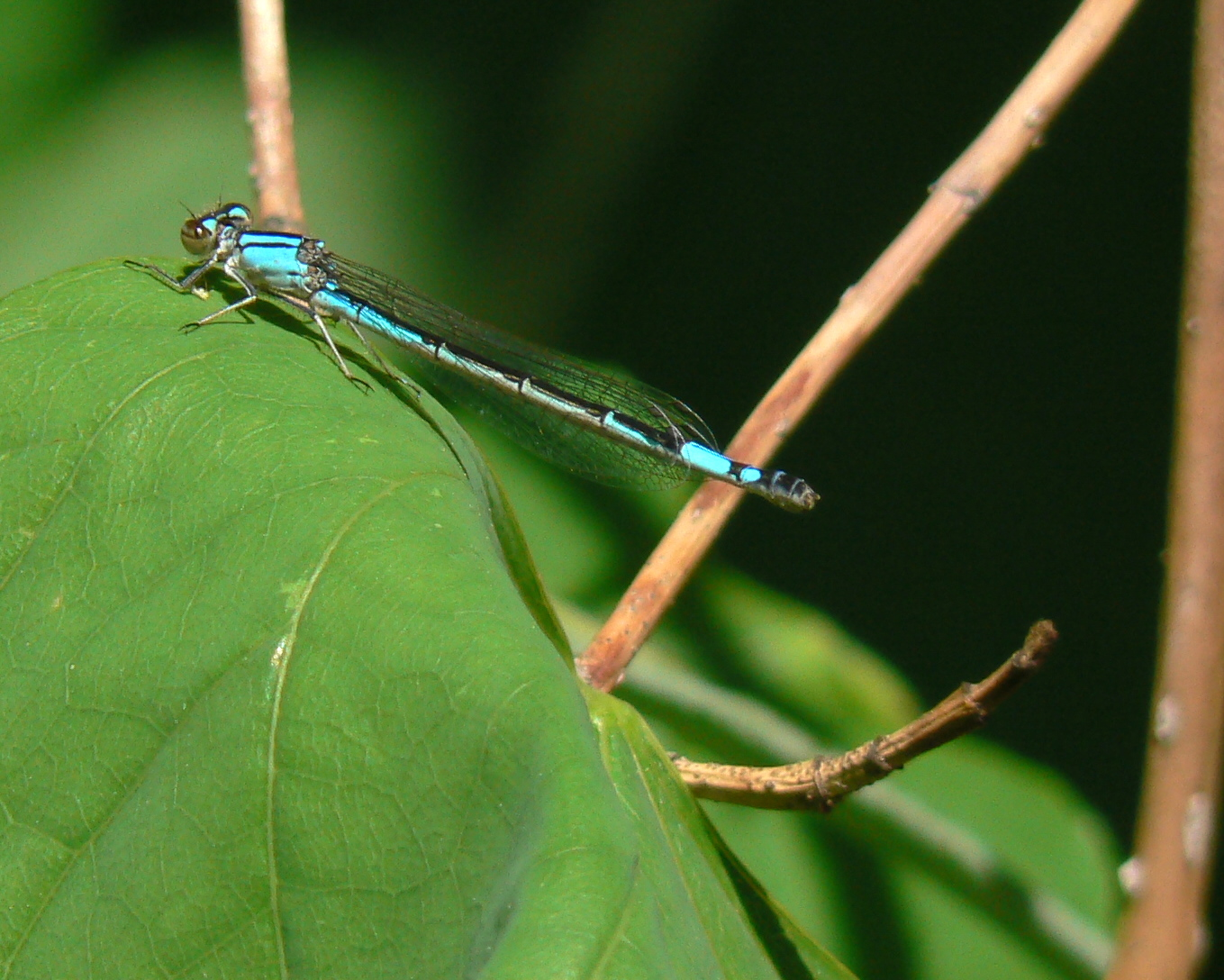
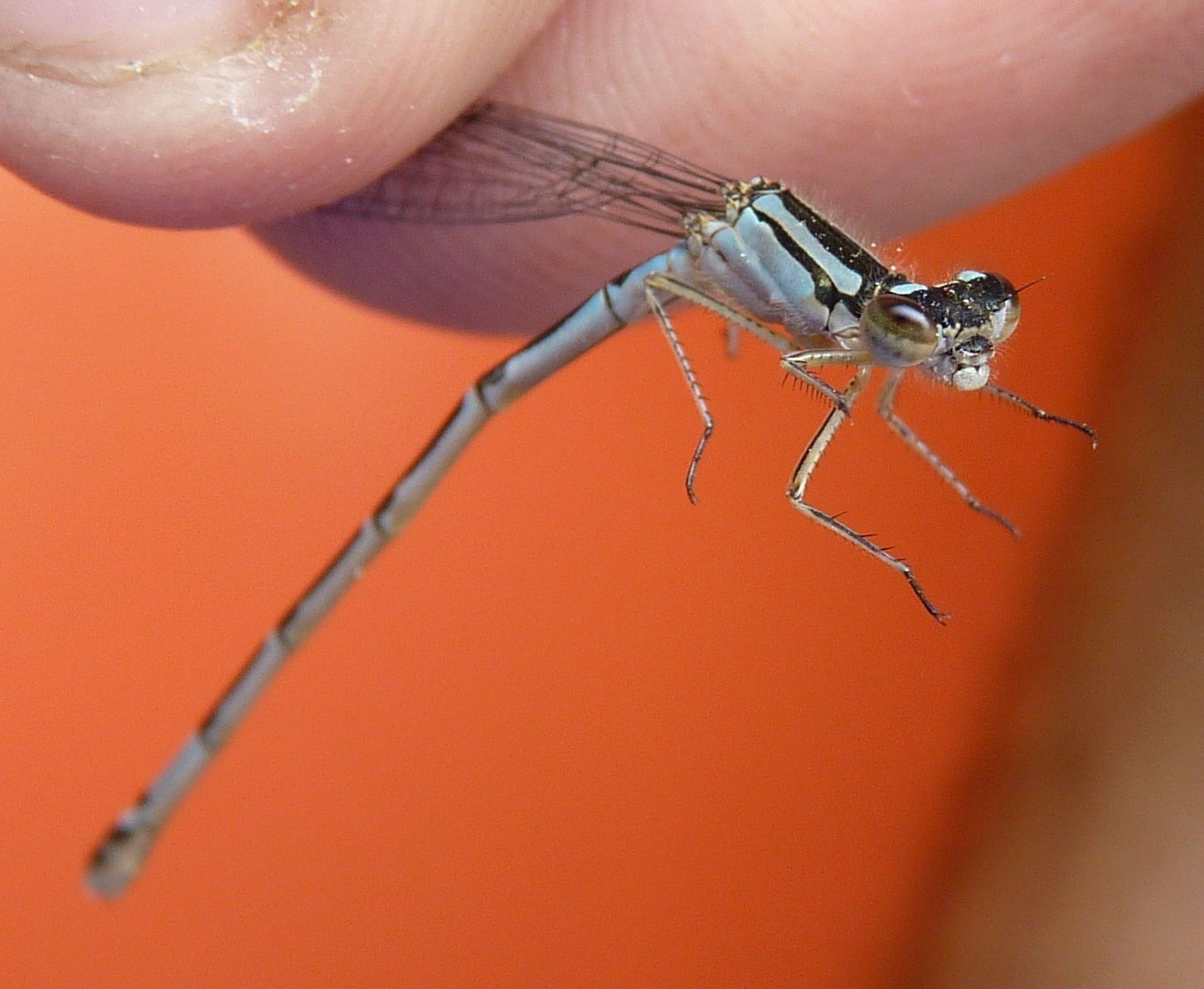